# Cairo (Nebraska)
Cairo – wieś w Stanach Zjednoczonych, w stanie Nebraska, w hrabstwie Hall.